# ローマ数字による和声分析
ローマ数字による和声分析（ローマすうじによるわせいぶんせき、英語: Roman numeral analysis, ドイツ語: Stufentheorie）、はヨハン・フィリップ・キルンベルガーによって創始され、Abbé Georg Joseph Vogler、ゴットフリート・ヴェーバーが完成させた和声分析の方法。現在も広く世界中で西洋音楽の講義に使用されている。

## 経緯

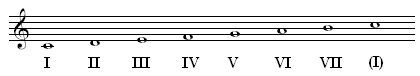
キルンベルガーによる分類

バッハ没後の古典派の時代において、通奏低音奏法はまだ伝承されていたとはいえ、長調と短調の両極に基づく和声理論はまとまったものがなく、前古典派以降の時代に適用できる和声理論が渇望されていた。そして、キルンベルガーが「純正作曲の技法」第1巻で提唱したのがこの理論である。ドイツではローマ数字による和声分析とは呼ばれておらず、"Stufentheorie"（直訳すれば「段階理論」）と呼ばれる。

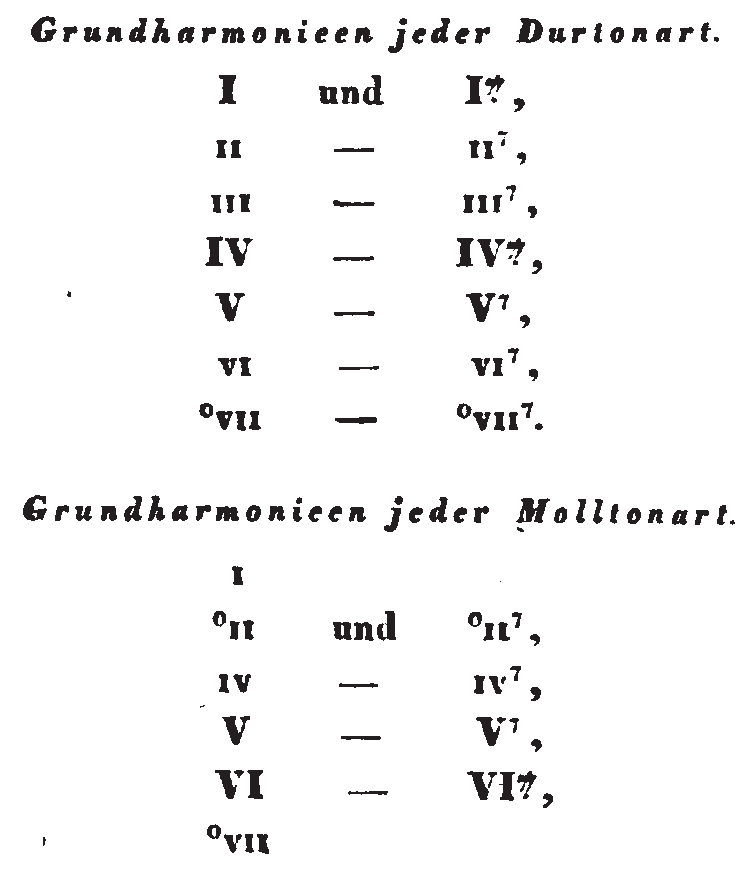
ヴェーバーによる分類

このころはジャン=フィリップ・ラモーと鋭く対立していたわけではなく、主和音と第1転回形と第2転回形は同じものだという認識はラモーと共通していた。その後、長三和音はローマ数字の大文字、短三和音はローマ数字の小文字、減三和音は小文字の左上に小さな{\displaystyle \circ }をつける、などの分類を加えたのがゴットフリート・ヴェーバーである。この和声記号に小さな{\displaystyle \circ }を付ける風習は機能和声理論の創始者のフーゴー・リーマンにまで及んだほどであり、中田喜直の「実用和声学」を含む日本の和声の教科書にも長い間出現していた。
テオドール・デュボワをはじめとするフランスの作曲家・理論家はこのような分類は行っていない。こうしてフランス和声とドイツ和声は異なった道を歩み始めた。ローマ数字による和音記号はフーゴー・リーマンによって提唱された機能和声理論の出現で廃れるかと思われたが、新たな和声教程が次々と誕生し、それらの本は現在でも現役である。その中には中田喜直の「実用和声学」やウォルター・ピストンの「和声法」も含まれている。

## 受容
現在もイギリス、カナダ、アメリカは和声分析にローマ数字による記号が学術論文でも使われており、英語圏で存続している。機能和声理論や自然の諸原理に還元された和声論も絶えておらず、3つの主要理論の1つとして21世紀の現在まで存続している。大きな改良点はヴェーバーが短縮ドミナントに対しローマ数字の左上に{\displaystyle \circ }を付けるのに対して、現行の北米圏の教科書では右上に{\displaystyle \circ }を付けるように変更されている。借用和音には{\displaystyle \varnothing }が用いられる。

## VIIの和音の扱い
音度のVIIに相当する和音は「Ⅴ7の和音から根音を省略した形」であるとは認めないため、注意が必要である。

## ゴットフリート・ヴェーバーの和音記号に基づいた現代の教科書
- L. Poundie Burstein and Joseph N. Straus - Concise Introduction to Tonal Harmony, (2nd Edition, 2020)
- Stefan Kotska - Tonal Harmony: With an Introduction to Post-tonal Music.(8th Edition, 2018)
- Walter Piston, Mark Devoto and Arthur Jannery - Harmony.(5th Edition, 1987)
- Robert W. Ottman - Elementary Harmony: Theory and Practice with CD (5th Edition).
- Robert W. Ottman - Advanced Harmony: Theory and Practice (5th Edition).
- The Complete Musician: An Integrated Approach to Theory, Analysis, and Listening (4th Edition).
- William E. Caplin - Classical Form: A Theory of Formal Functions for the Instrumental Music of Haydn, Mozart, and Beethoven (Revised Edition).